# Red Hill, Queensland
Red Hill är en ort i Australien. Den ligger i kommunen Whitsunday och delstaten Queensland, omkring 920 kilometer nordväst om delstatshuvudstaden Brisbane.
Runt Red Hill är det mycket glesbefolkat, med 7 invånare per kvadratkilometer.. Red Hill är det största samhället i trakten.
Omgivningarna runt Red Hill är huvudsakligen savann.  Genomsnittlig årsnederbörd är 1 584 millimeter. Den regnigaste månaden är februari, med i genomsnitt 422 mm nederbörd, och den torraste är oktober, med 17 mm nederbörd.